# Melomys arcium
Melomys arcium és un rosegador de la família dels múrids. Són rosegadors de petites dimensions, amb una llargada de cap a gropa de 138 mm i una cua de 127 mm. Aquesta espècie és endèmica de l'illa de Rossel, a la Nova Guinea sud-oriental, tot i que podria haver viscut i extingit en altres illes. L'últim exemplar d'aquesta espècie es va veure el 1956, però el seu hàbitat natural segueix en bones condicions.